# Salzhaus (Zittau)

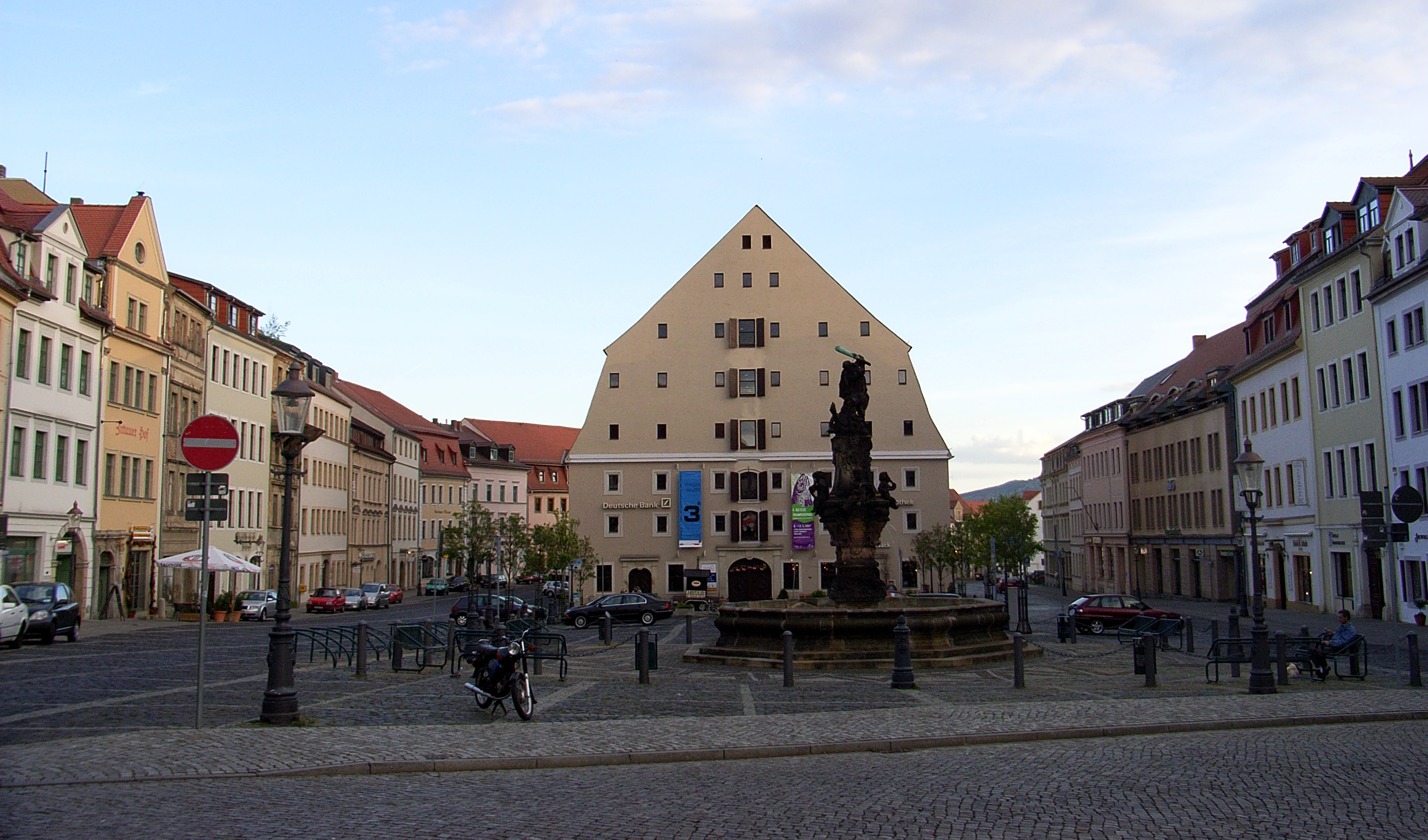
Die Neustadt in Zittau mit dem Salzhaus im Zentrum.

Das Salzhaus oder auch der Marstall ist ein historisches Gebäude in der Neustadt von Zittau in der Oberlausitz.

## Geschichte

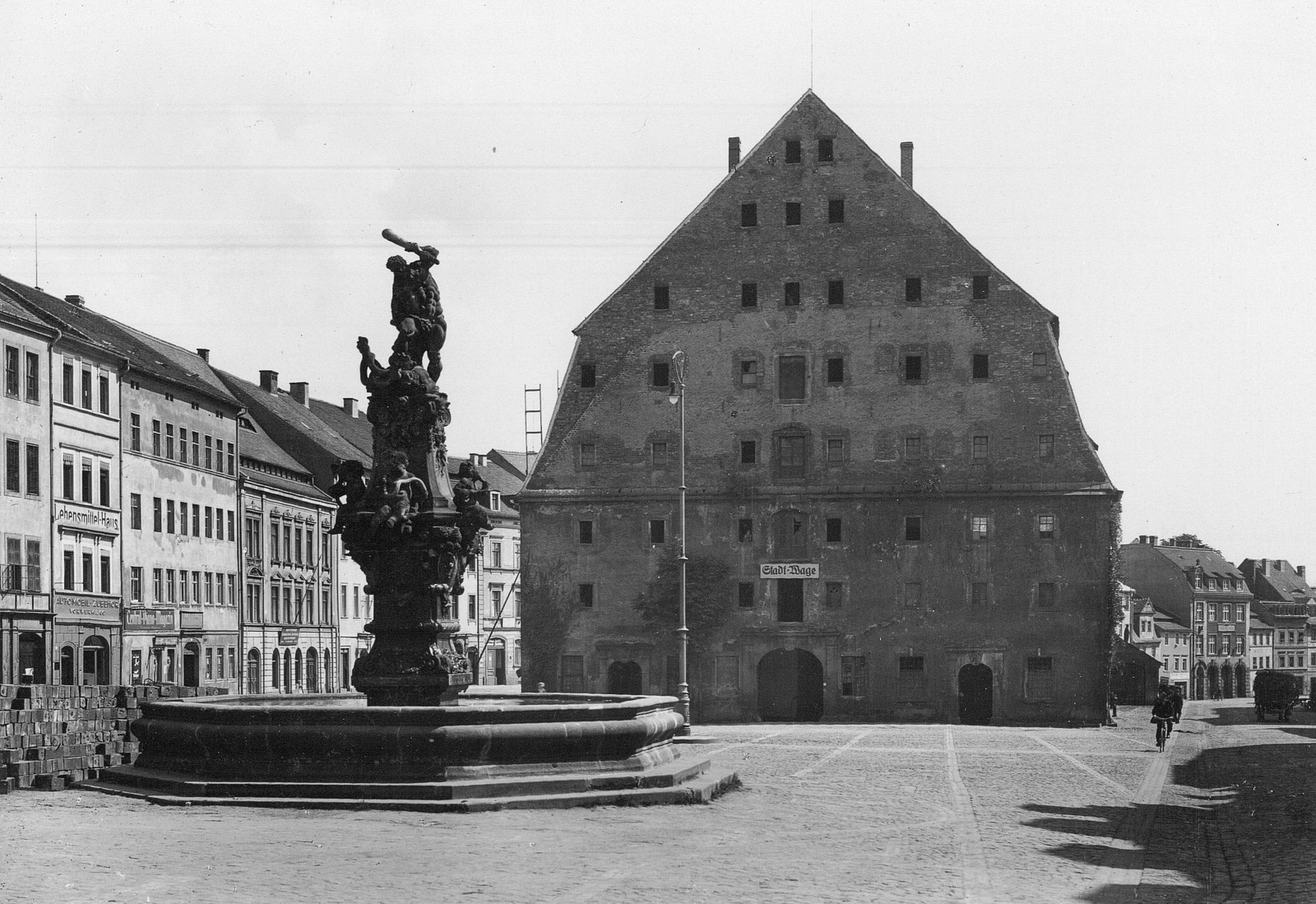
Salzhaus um 1920

1389 wurde der Stadt Zittau das Salzstapelrecht verliehen. Daraufhin errichtete man eine Salzkammer auf dem Platz des heutigen Salzhauses, die jedoch nicht erhalten geblieben ist. Salz war zu dieser Zeit sehr selten und wertvoll, sodass es sogar teilweise als Zahlungsmittel eingesetzt wurde. Durch das neue Recht gelangte die Stadt bald zu Wohlstand.
1511 wurde das Grundgebäude des heutigen Salzhauses auf den Grundmauern der alten Salzkammer errichtet. Es wurde als dreistöckiges Gebäude mit einer Grundfläche von 53 mal 25 Metern errichtet und diente als Rüstkammer, Pferdestall und Lagerhaus. Um mehr Lagerraum zu schaffen, erweiterte man das Gebäude 1572 auf vier Stockwerke. Sein heutiges Aussehen erhielt das Salzhaus 1730 durch das Aufsetzen eines Mansarddaches, dadurch wurde weiterer Lagerplatz auf fünf Dachböden geschaffen. Die Stadtwaage, mit der alle Handelsgüter abgewogen wurden, befand sich an der Nordseite des Gebäudes.
Als die Bedeutung des Salzhandels im 17. Jahrhundert abnahm, baute man das Dachgeschoss zu einem Kornmagazin um. Im Siebenjährigen Krieg wurde das Salzhaus 1757 von einer zwölf Pfund schweren Kanonenkugel getroffen.
Im 19. Jahrhundert wurden neben dem Städtischen Fuhrbetrieb und dem Hauptarchiv der Stadt Zittau auch militärische Einheiten bis 1945 im Salzhaus untergebracht. Ab 1965 erfolgte eine erneute Nutzung als Kornspeicher sowie bis 1994 als Stadtarchiv. Später richtete man im Obergeschoss Wohnungen ein. Von 1998 bis 2002 wurde das Gebäude denkmalgerecht rekonstruiert.

## Architektur

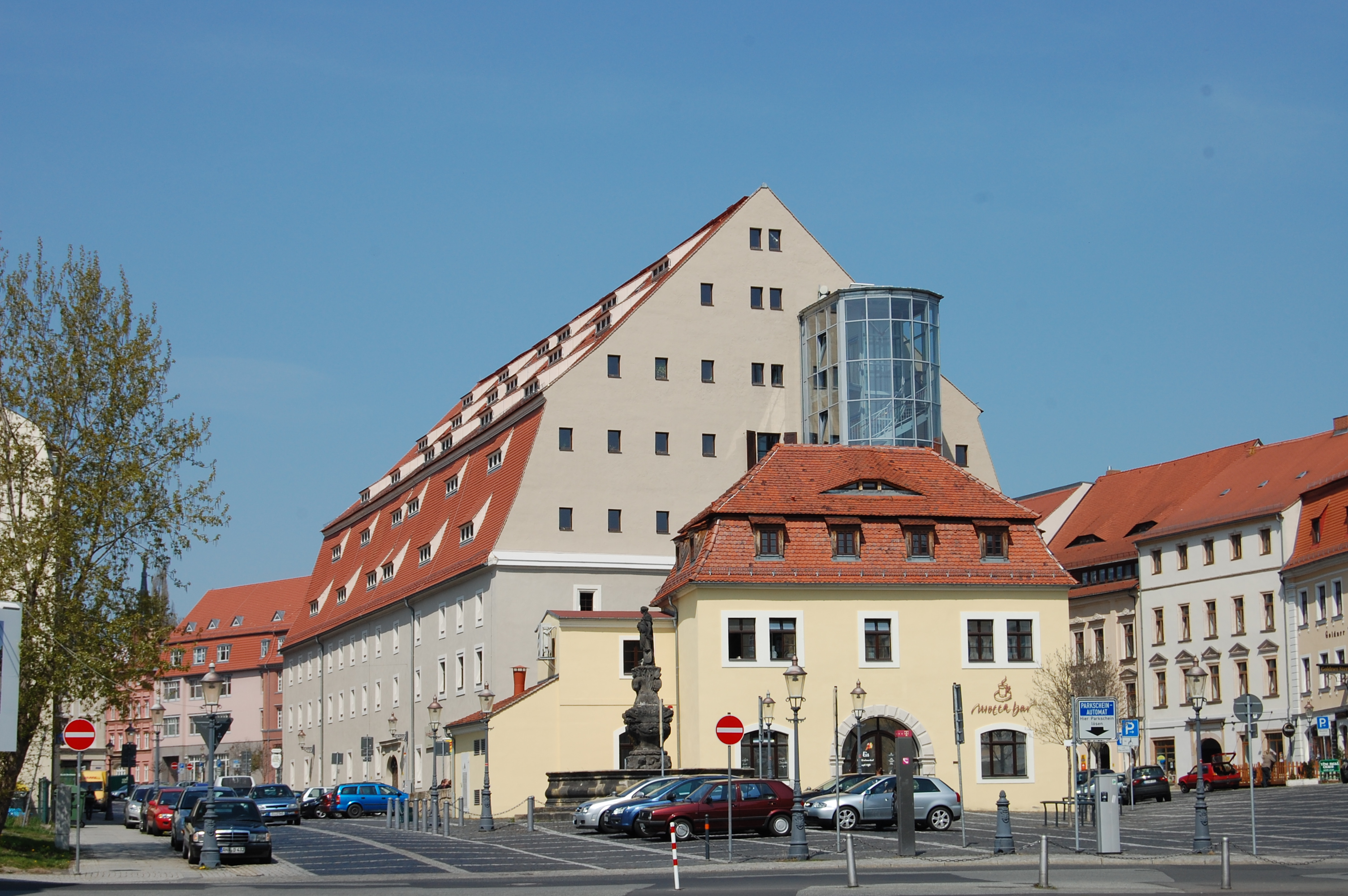
Die Rückseite des Salzhauses mit der Alten Schmiede.

Das Salzhaus bedeckt eine Grundfläche von 53 mal 25 Meter bei einer Höhe von knapp 30 Metern. Es besitzt acht Geschosse, davon drei Vollgeschosse, und 340 Fensterflächen und gehört damit zu den bedeutendsten Speicherbauten Deutschlands.
Auf dem umgebenden Marktplatz finden sich viele Renaissance- und Barockhäuser sowie drei Brunnen aus der Barockzeit: der Herkulesbrunnen, der Schwanenbrunnen und der Samariterbrunnen.
An die historischen Stallungen erinnert ein Pferdekopf über dem rechten Portal. Auf der Rückseite des Salzhauses befindet sich die 1713 errichtete Alte Schmiede, in der früher die Pferde beschlagen wurden.

## Heutige Nutzung
Seit 2005 ist die historische Immobilie im Besitz der landkreiseigenen Kultur- und Weiterbildungsgesellschaft mbH, die das Gebäude unter dem Motto Bildung, Erlebnis und Einkauf vermarktet.
Auf zwei Etagen ist die Christian-Weise-Bibliothek auf etwa 1800 Quadratmetern untergebracht. Seit 2014 befindet sich in den oberen Etagen der Zittauer Standort der Volkshochschule Dreiländereck. Auf den unteren zwei Stockwerken und in der Alten Schmiede sind mehrere Ladengeschäfte und Restaurants untergebracht. Saisonale Themenmärkte finden ebenfalls im beziehungsweise vor dem Salzhaus statt.